# Sielenbach
Sielenbach là một đô thị ở huyện Aichach-Friedberg bang Bayern nước Đức. Đô thị Sielenbach có diện tích 17,87 km², dân số thời điểm ngày 31 tháng 12 năm 2006 là 1539 người.

## Đô thị kết nghĩa
- Saint-Fraimbault-de-Prières, Pháp, từ năm 1992